# Jupiter-37A
El Jupiter-37A (en rus ЮПИТЕР-37A) és un teleobjectiu de distància focal fixa fabricat per Kazan Optical-Mechanical Plant del 1975 al 2006.
Aquest consta d'una construcció metàl·lica i va ser utilitzat principalment per les càmeres Zenit.
Es presentava en un estoig de plàstic i amb un parasol del mateix material. Existeixen dues versions principals, una amb un recobriment simple i una altra amb un de múltiple (presentat el 1980).

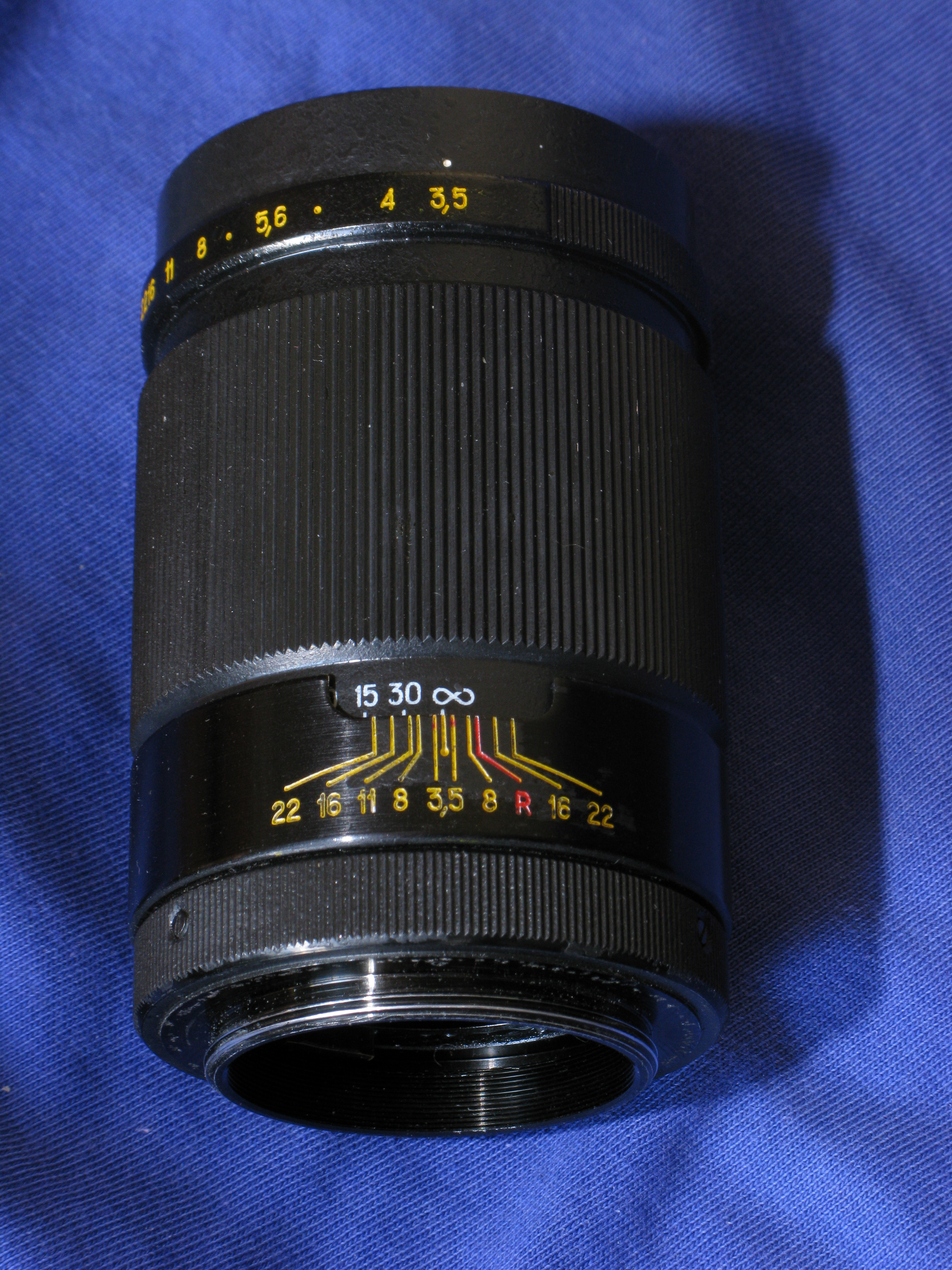
Vista superior de l'objectiu Júpiter-37A

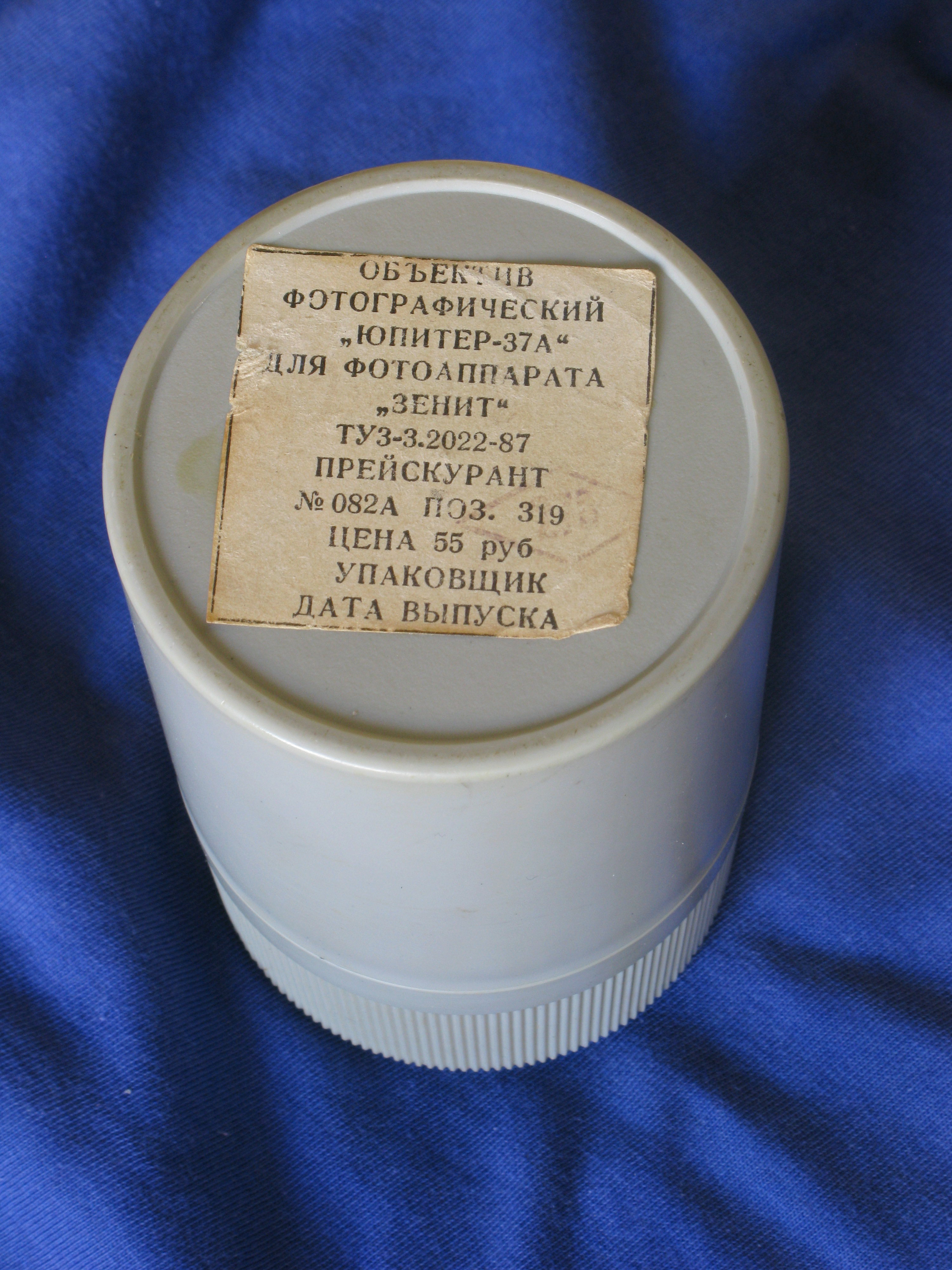
Vista inferior de l'estoig de l'objectiu Júpiter-37A 135mm 3,5

## Característiques
Aquest objectiu d'enfocament manual té una distància focal fixa de 135mm amb una obertura de diafragma que pot variar de f/3.5 fins a f/22.
El disseny òptic incorpora 4 elements en 3 grups. Té una distància mínima d'enfocament d'1,2 metres, una rosca de filtre de 52mm i rosca M42.